# انجمن دانشجویان ایرانی در آمریکا
انجمن دانشجویان ایرانی در آمریکا (انگلیسی: Iranian Students Association in the United States: ISAUS) یک گروه دانشجویی آمریکایی ملی برای دیاسپورای ایرانی بود که از سال ۱۹۵۲ تا اوایل دهه ۱۹۸۰ فعال بود. در اوایل دهه ۱۹۶۰، این گروه به بخش قابل توجهی از اعضای کنفدراسیون اتحادیه ملی دانشجویان ایرانی (CISNU) تبدیل شد. ISAUS در طول انقلاب اسلامی بین سال‌های ۱۹۷۷ و ۱۹۷۸ همچنان فعال بود و اعتراضات ملی برگزار می‌کرد و اطلاعاتی علیه شاه محمدرضا پهلوی منتشر می‌کرد.

## تاریخچه
انجمن دانشجویان ایرانی در ایالات متحده در سال ۱۹۵۲ تأسیس شد. این گروه با حمایت سفارت ایران در آمریکا و انجمن دوستان آمریکایی خاورمیانه (AFME) ایجاد شد، که بعداً در مقاله‌ای در آوریل ۱۹۶۷ در رمپارتس از نظر مالی به آژانس اطلاعات مرکزی (سیا) مرتبط شد. در اواخر دهه ۱۹۵۰، ISAUS تقریباً ۱۲۰۰ عضو داشت. از سال ۱۹۵۳، گروه ISAUS مستقر در برکلی میزبان کنفرانس سالانه‌ای در خانه بین‌المللی در دانشگاه کالیفرنیا، برکلی بود.
در اوایل دهه ۱۹۶۰، بسیاری از اعضای ISAUS به کنفدراسیون اتحادیه ملی دانشجویان ایرانی پیوستند و این دانشجویان با رژیم شاه مخالف بودند. دانشجویان ایرانی ناراحت بودند و شاه را به عنوان «نماد ۲۵ سال شکنجه و قتل» در داخل کشور می‌دیدند، با این حال اکثر کشورهای جهان هنوز در این دوره از شاه حمایت می‌کردند. این گروه مسئول تظاهرات بزرگ علیه شاه در لس‌آنجلس بود.
در سال ۱۹۷۶، ISAUS جزوه‌هایی را منتشر کرد که در آنها ادعاهایی مبنی بر توطئه بین ساواک (سازمان امنیتی و اطلاعاتی دولتی ایران پهلوی) با دولت فرانسه و دولت ایالات متحده مطرح شده بود. گروه انجمن دانشجویان ایرانی در طول انقلاب ایران بین سال‌های ۱۹۷۷ تا ۱۹۷۸ فعال بود و اعتراضات ملی علیه شاه محمدرضا پهلوی برگزار می‌کرد. ISAUS، در کنار CISNU، از اکتبر ۱۹۷۷ تا ژانویه ۱۹۷۹، خبرنامه فصلی «مقاومت» را منتشر می‌کرد.
محمد روشنایی در اواخر دهه ۱۹۷۰ در حالی که در دانشگاه واشنگتن دی سی تحصیل می‌کرد، به عنوان دبیر ملی ISAUS خدمت کرد. روشنایی در طول این اعتراضات نگرانی خود را در مورد گزارش‌های خبری ایالات متحده که اغلب از تظاهرکنندگان ایرانی و معترضان شاه به عنوان «تروریست» یاد می‌کردند، ابراز کرد.

## اعتراضات و تظاهرات
در ژوئن ۱۹۶۴، اعضای ISAUS به سفر شاه پهلوی به بورلی هیلز و شهر نیویورک اعتراض کردند. در ۲۸ آوریل ۱۹۶۸، یک راهپیمایی ضد جنگ با حضور ۱۵۰۰۰ نفر در سیویک سنتر پلازا در سانفرانسیسکو برگزار شد که شامل حزب پلنگ سیاه، محمد علی، بابی سیل، مسلمانان سیاه پوست، حزب کارگران سوسیالیست و ۳۰ عضو ISAUS بود.
در سال ۱۹۷۶، ISAUS در مقابل سفارت فرانسه در هوستون، تگزاس، علیه شاه اعتراض کرد و ۱۰۰ معترض دستگیر شدند. در سال ۱۹۷۷، اداره پلیس شیکاگو در دادگاه ایالات متحده به دلیل همکاری با ساواک و جاسوسی به مدت ۷ سال از گروه ISAUS مستقر در شیکاگو متهم شد.
اعتراضات ISAUS در سال‌های ۱۹۷۸ و ۱۹۷۹ به دلیل وقایع انقلاب ایران افزایش یافت. در نوامبر ۱۹۷۸، اعتراضات ملی ISAUS در چندین شهر در طول ماه برگزار شد که بسیاری از معترضان آمریکایی بودند زیرا برخی از دانشجویان ایرانی از ترس کشته شدن به دلیل شرکت در آن، در آنجا تجمع کرده بودند. در دسامبر ۱۹۷۸، ISAUS اعتراضی با بیش از ۲۰۰۰ شرکت‌کننده علیه محمدرضا شاه پهلوی در کنسولگری ایران و ساختمان فدرال در سانفرانسیسکو برگزار کرد.
در سال ۱۹۷۹، سونجا ایگنس به ایالت آیووا پیشنهاد داد که کمک‌های دانشجویی به همه ایرانیان در ۳۴ پردیس این ایالت را قطع کند، که باعث شد ISAUS در پردیس‌های این ایالت اعتراض کند.

## مطالعه بیشتر
- Iran's Kent State & Baton Rouge. Berkeley, California: Iranian Students Association in the United States. 1973. OCLC 53380885.
- Pugh, Dave; Zimmerman, Mitch (1974). The "Energy Crisis" and the Real Cri$i$ Behind It. Gar Smith (graphics), Revolutionary Union (author), Committee Against the Energy Freeze (author), Iranian Students Association in the United States (author). San Francisco, CA: United Front Press.[۱]
- Shah's U.S. Visit: Nine Murdered Under Torture: Bidjan Jazani, Mashouf Kalantari, Abbas Sourki, Hassan Zia Zarifi, Aziz Sarmadi, Kazem Zolnavar, Mostafa Javan Khoshdel, Mohamad Choupan Zadeh, Ahmad Afshar, Washington, D.C.: Iranian Students Association, 1975
- U.S. Involvement in Iran: Part One, Imperialist Disguises and Liberal Illusions, 1900-1963. Supplement to Resistance, No. 1. Berkeley, CA: Iranian Students Association. 1978. OCLC 25459735.
- "Shah's Inferno – Abadan". Resistance, No. 2. Berkeley, CA: Iranian Students Association in the U.S. (ISAUS). December 1978. OCLC 62767227.